# Distré
 Distré  es una población y comuna francesa, en la región de Países del Loira, departamento de Maine y Loira, en el distrito de Saumur y cantón de Saumur-Sud.

## Demografía
| 792 | 831 | 983 | 964 | 1098 | 1217 |
| Para los censos de 1962 a 1999 la población legal corresponde a la población sin duplicidades (Fuente: INSEE [Consultar]) |     |     |     |      |      |